# Bulbostylis vanderystii
Bulbostylis vanderystii là một loài thực vật có hoa trong họ Cói. Loài này được Cherm. mô tả khoa học đầu tiên năm 1934.